# 531 Zerlina
531 Zerlina је астероид главног астероидног појаса са пречником од приближно 15,19 km.
Афел астероида је на удаљености од 3,339 астрономских јединица (АЈ) од Сунца, а перихел на 2,231 АЈ.
Ексцентрицитет орбите износи 0,198, инклинација (нагиб) орбите у односу на раван еклиптике 33,992 степени, а орбитални период износи 1697,720 дана (4,648 године).
Апсолутна магнитуда астероида је 11,80 а геометријски албедо 0,146.
Астероид је откривен 12. априла 1904. године.